# Anton Remmer
 Erik Anton Remmer, född 10 augusti 1815 i Stockholm, död 19 januari 1889 i Axelvold, Svalövs församling, Malmöhus län, var en svensk väg- och vattenbyggnadsingenjör.
Remmer blev student 1832 och avlade officersexamen 1837. Han blev löjtnant i Flottans mekaniska kår 1838, kapten där 1846, i Väg- och vattenbyggnadskåren 1852 och major där 1858. Han blev tillförordnad chef för södra väg- och vattenbyggnadsdistriktet 1855, ordinarie innehavare av denna befattning 1876 och erhöll avsked 1884. Han företog utrikes studieresor 1855 (avseende allmänna väg- och vattenbyggnadsföretag i Danmark, Tyskland, Belgien och Frankrike) och 1882 (avseende nya arbetsmetoder som kommit i bruk i Norge och Skottland vid betonggjutning i oroligt vatten). Han utförde muddringsarbeten, hamnbyggnader och reparationer, sjösänkningsföretag, brobyggnader, kanalbyggnader samt en mängd undersökningar.